# Коркодинов, Иван Юрьевич
Князь Иван Юрьевич Коркодинов — воевода, государев слуга и боярин во времена правления Василия III Ивановича и Ивана IV Васильевича Грозного.
Из княжеского рода Коркодиновы. Единственный сын родоначальника князей Коркодиновы — князя Юрия Ивановича по прозванию Коркода, который родился и жил в Литве и дал роду фамилию.

## Биография
В 1404 году, когда Витовт завладел Смоленским княжеством, князь смоленский Иван Глебович, был взят в плен и отвезён в Литву, откуда его внук князь Иван Юрьевич возвратился в подданство России. В Литве князь Иван Юрьевич упоминается, как "видомий" в 1488-1514 годах.
В 1514 году при возвращении Смоленска в московское государство, выехал из Литвы (Польши) на службу великому московскому князю Василию III Ивановичу (точнее — остался в русском подданстве), который в жалованной грамоте пожаловал его и назвал государевым слугою, в данном титуле упомянут в 1520 году. В этом же году упомянут с титулом — боярин. В 1540 году второй воевода у пушек в походе под Колывань, а после взятия города оставлен в нём вторым же воеводою.
Его имя упомянуто в Веденском синодике.

## Семья
От брака с Марией (ум. 1522) имел детей:
- Князь Коркодинов Семён Иванович — голова, воевода и наместник.
- Князь Коркодинов Иван Иванович — второй голова в первом Сторожевом полку в Казанском походе по реке Волга (1544).
- Князь Коркодинов Михаил Иванович — второй голова в первом Сторожевом полку в Казанском походе по реке Волга (1544), бездетный (указан у М.Г. Спиридова и М.А. Оболенского).
- Князь Коркодинов Никита Иванович — голова в Государевом полку и с ним 177 человек детей боярских в Казанском походе (1544), бездетный.
- Князь Коркодинов Григорий Иванович — упомянут в 1508 году в Литве, взят в плен поляками в 1583 году (указан у А.Б. Лобанова-Ростовского и родословной книге из собрания М.А. Оболенского).